# Міколаш Алеш
Мі́колаш А́леш (чеськ. Mikoláš Aleš; 18 листопада 1852 — 9 липня 1913, Прага) — чеський художник.
Закінчив Академію мистецтв у Празі (1875).

## Твори
Головним твором Алеша є героїчний епос «Vlast» («Вітчизна») — 14 картонів для розпису Національного театру в Празі (1881—1882). Алеш виконав близько 8 000 малюнків пером до творів чеських письменників, чеських і словацьких народних пісень, а також деяких українських, як-от: «Вороний коню, заграй підо мною…» (1904) та ін.
На теми чеської історії створив картони для фресок на будинках у Празі, Пльзені, цикли малюнків «Життя і давніх слов'ян» (1891) і «Руський богатир» (1912), картон «Полки Ігореві» (1902).

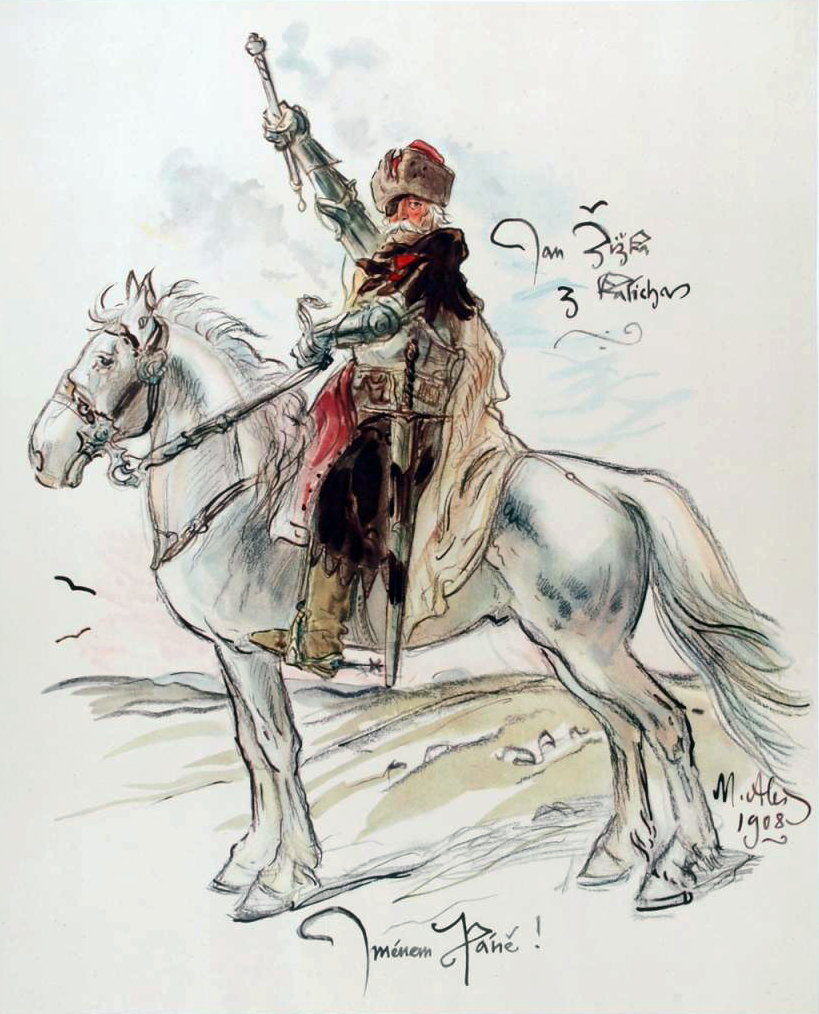
Ян Жижка — Іменем Господа!